# Diageo
Diageo es una compañía británica dedicada a la fabricación y distribución de bebidas alcohólicas. Actualmente, y según el informe realizado por Impact en 2011, 8 de las 20 primeras marcas más vendidas del mundo son propiedad de Diageo: el vodka Smirnoff, el whisky Johnnie Walker, el ron Captain Morgan, la crema de licor Baileys, el whisky canadiense Crown Royal, el whisky escocés J&B y la ginebra Gordon's.
Diageo comercializa sus marcas en más de 180 países y cotiza en las bolsas de Nueva York y Londres.
A nivel mundial tiene 8 marcas consideradas globales, que disponen de un perfil de consumidor sólido generalizado y que representan la base del negocio a nivel mundial: Smirnoff, Johnnie Walker, Captain Morgan, Baileys, J&B, Tequila Don Julio así como la ginebra Tanqueray y cerveza Guinness. 
La palabra Diageo viene de la palabra en latín dia que significa 'día' y la palabra griega geo que significa 'tierra' (en el sentido de 'mundo') y busca transmitir que todos los días, en todas partes, la gente puede celebrar la vida con las marcas de la compañía.

## Historia
Diageo se creó en 1997 con la fusión de Grand Metropolitan y Guinness, aunque no fue hasta el año 2002 cuando adquirió su denominación actual con el objetivo de centrar su actividad en las bebidas prémium. 
Desde entonces, Diageo ha llevado su nombre y sus marcas a consumidores de más de 180 países, estructurados actualmente en cinco regiones: Diageo Norteamérica, Diageo Europa, Diageo Latinoamérica y Caribe; Diageo África y Diageo Asia-Pacífico, llegando a tener en la actualidad más de 20.000 empleados en todo el mundo.
Diageo España, empresa filial del grupo Diageo, nace el 1 de julio de 2002, tras un cambio de nombre (hasta ese momento la compañía se llamaba Guinness United Distillers and Vintners España S.A.). 
La compañía está fuertemente comprometida con la promoción del consumo responsable y establece los estándares más altos en marketing responsable, promoción e innovación con el objetivo de combatir el mal uso del alcohol y su consumo en los menores de edad.[cita requerida]
Diageo también posee una participación del 34 % en la división de bebidas Moët Hennessy de la empresa francesa de artículos de lujo LVMH.

### Oficina principal
Desde 2022 su oficina principal está en la Great Marlborough Street de Londres, tras mudarse de su anterior ubicación en Park Royal (Brent). Su oficina original estaba en la calle Henrietta Place de Marylebone en el distrito ciudad de Westminster en Londres, desde 1996 a 2009 cuando se mudaron a Park Royal.

## Marcas
Las marcas que distribuye son las siguientes:
- Whisky escocés:
  - Single malt Scotch whisky: Auchroisk, Benrinnes, Blair Athol, Brora, Caol Ila, Cardhu, Clynelish, Cragganmore, Dailuaine, Dalwhinnie, Dufftown, Glendullan, Glen Elgin, Glenkinchie, Glen Ord, Glen Spey, Inchgower, Knockando, Lagavulin, Linkwood, Mannochmore, Mortlach, Oban, Port Ellen, Roseisle, Royal Lochnagar, Singleton, Strathmill, Talisker, Teaninich.
  - Blended Scotch whisky: Bell's, Black & White, Buchanan's, Haig, Johnnie Walker, J&B, Logan, Old Parr, Vat 69, White Horse.
- Whisky inglés: The Oxford Artisan Distillery[8]
- Whisky irlandés: Roe & Co
- Whisky americano: Bulleit, George Dickel, Seagram's Seven Crown, Balcones[9]
- Whisky canadiense: Crown Royal
- Baijiu: Shui Jing Fang[10]
- Cerveza: Guinness, Guinness Black Lager, Guinness Foreign Extra Stout, Harp Lager, Hop House 13, Kilkenny, Smithwick's, Tusker[11]
- Brandy: Cîroc VS
- Cachaça: Ypióca
- Cider: Rockshore Apple Cider[12]
- Ginebra: Aviation Gin, Chase Gin, Gilbey's, Gordon's, Tanqueray
- Hard seltzer: Rockshore Hard seltzer[13]
- Licores: Baileys, Pimm's, Sheridan's, Mr. Black, Venturo
- Bebidas mixtas: Smirnoff Cocktails
- Rakı: Altınbaş, Civan Rakı, İzmir Rakısı, Kulüp Rakı, Tayfa Rakı, Tekirdağ Rakısı, Yeni Rakı[14]
- Ron: Bundaberg, Captain Morgan, Zacapa, Don Papa Rum
- Tequila: 21 Seeds, Astral, Casamigos, DeLeón, Don Julio
- Vodka: Chase Vodka, Cîroc, Ketel One, Smirnoff
- Vino: Justerini & Brooks (produced by Diageo); Dom Pérignon, Moët & Chandon, Veuve Clicquot (all produced by Moët Hennessy, a joint venture between Diageo (34%) and LVMH Moët Hennessy Louis Vuitton S.A. (66%))
- Sin alcohol: Captain Morgan Spiced Gold 0.0%, Gordon's 0.0%, Seedlip, Ritual Zero Proof, Tanqueray 0.0%